# Porcellio tigrinus
Porcellio tigrinus är en kräftdjursart som beskrevs av Colosi 1921. Porcellio tigrinus ingår i släktet Porcellio och familjen Porcellionidae. Inga underarter finns listade i Catalogue of Life.